# Mycomya ganglioneuse
Mycomya ganglioneuse är en tvåvingeart som beskrevs av Wu, Zheng och Xu 2001. Mycomya ganglioneuse ingår i släktet Mycomya och familjen svampmyggor. Inga underarter finns listade i Catalogue of Life.